# Opel Blitz 3,6
Der Opel Blitz 3,6 ist ein Lkw mit 3 Tonnen Nutzlast der Adam Opel AG. Das Fahrzeug aus dem „Blitz“-Lkw-Programm wurde für die Wehrmacht bis August 1944 im Opelwerk Brandenburg und danach bis Kriegsende im Werk Mannheim von Daimler-Benz produziert.

## Hintergrund
Während des Ersten Weltkrieges war Opel in Deutschland ein wichtiger Hersteller von militärisch genutzten Kraftfahrzeugen gewesen. Nach dem Krieg hatte man sich im Unternehmen weniger mit dem Thema Nutzfahrzeuge beschäftigt. Das Unternehmen wurde 1929 zu einem Teil des amerikanischen Unternehmens General Motors.
Die Ausrichtung des Unternehmens und wohl auch die Eigentümersitutation führten dazu, dass Opel wie auch Ford nicht an den frühen Motorisierungsprojekten der Reichswehr beteiligt war. Erfolge im Bereich der zivilen Personen- und leichten Nutzkraftfahrzeugfertigung führten zudem auch seitens des Unternehmens dazu, dass man wirtschaftlich kein Erfordernis sah, sich um Aufträge aus den Ausschreibungen des Heereswaffenamtes zu bemühen.

## Beginn der militärischen Nutzung
Nach der Machtergreifung der Nationalsozialisten 1933 begann im Deutschen Reich eine systematische Wiederaufrüstung und ein massiver Ausbau der militärischen Truppenstärke. In diesem Zusammenhang wurde festgestellt, dass die bis dahin eingeführten, speziell für die Wehrmacht gefertigten Lastkraftwagen zum einen für eine Großserienfertigung zu teuer waren und zum anderen deren Hersteller, die nunmehr für die Heeresmotorisierung erforderlichen Stückzahlen nicht in der geplanten und geforderten Zeit liefern konnten. Aus diesem Grund wurden ab 1937 vermehrt Nutzfahrzeuge, die für zivile Zwecke entwickelt worden waren, durch die Beschaffungsstellen der Wehrmacht erworben.
Ab 1930 baute Opel in Rüsselsheim unter der populären Marke „Opel Blitz“ erfolgreich leichte Lkw mit Nutzlasten bis zu 3 Tonnen. Im Jahr 1936 stellte die Adam Opel AG den neuen Typ 3,5-36 S Opel Blitz vor. Einen Lastkraftwagen der allen nunmehr definierten Bedürfnissen und Ansprüchen des Reichsverkehrsministeriums und auch der Wehrmacht entsprach. Außerdem war erst 1935 für die Fertigung dieses Fahrzeugs ein neues Werk in Brandenburg an der Havel errichtet worden, in dem eine Fertigungskapazität von 150 Fahrzeugen pro Tag möglich war. Damit war das Potential gegeben zum Hauptlieferanten der deutschen Streitkräfte im Bereich der 3-Tonnen-Kategorie zu avancieren.
Nachdem zunächst kleinere Mengen der zivilen Modelle durch die Wehrmacht bei Opel erworben worden waren, hierzu zählten Sanitätsfahrzeuge auf Basis eines 2-Tonnen-Fahrzeugs Modell 1931 und leichter Pritschen-Lkw der 2-Tonnen- und 2,5-Tonnen-Klasse beginnend mit den Baujahren 1935, begann ab Mitte 1937 dann die systematische Beschaffung im Mai 1936 vorgestellten Opel Blitz 3-t Typ 3,6-36 S. Hierbei wurden zunächst zwei Fahrzeugausführungen dieses Typs eingeführt.
Bauform 1 – Mannschaftstransportwagen
Die erste Bauform der serienmäßig beschafften Fahrzeuge diente zur ersten Ausrüstung der neuen motorisierten Infanterie-Verbände. Hierzu war das Fahrzeug auf der Ladefläche mit hohen Bordwänden versehen, an denen seitlich jeweils eine Sitzbank längs zur Fahrzeugachse verlief. Um ein schnelles Auf- und Absitzen über die hintere Klappe mit Trittstufe zu ermöglichen, war der hintere Radkasten in die Ladefläche eingelassen. Äußerlich erkennbar sind diese Fahrzeuge an einer Überfahrschiene, die jeweils seitlich am Aufbau über den Radkästen montiert ist und den in den seitlichen Aufbau eingearbeiteten hinteren Kotflügel. Bekanntes Bildmaterial belegt eine unterschiedliche Breite des Aufbaus oder unterschiedlich montierte hintere Kotflügel.
Bauform 2 – Pritschen-Lastkraftwagen
Die zweite Bauform, welche bereits vor Beginn des Zweiten Weltkriegs große Verwendung fand, war jene des simplen, klassischen Pritschen-Lastkraftwagen. In dieser Ausführung konnte die Ladefläche des Aufbaus über dem Radkasten belassen werden, was für den Transport von Material vorteilhafter war und den zivilen Fahrzeugen entsprach. Mit hohen Bordwänden lag damit die Oberkante der Ladefläche oberhalb des Fahrerhauses. Doch waren die Seitenwände, anders als bei der Ausführung als Mannschaftstransportwagen auch seitlich abklappbar. Mit quer zur Fahrtrichtung eingelegten Sitzplanken und Planen mit Kunststofffenstern kam jedoch auch diese Ausführung, neben den regulären Aufgaben als Versorgungsfahrzeug beim Mannschaftstransport zum Einsatz.

## Im Zweiten Weltkrieg
Nach Beginn des Zweiten Weltkriegs wurde der 3-Tonner Blitz 3,6-36 S (3,6 Liter Hubraum; 36 Dezimeter Radstand; Standard = Hinterradantrieb) endgültig zum meistgenutzten Lastwagen der Wehrmacht, wobei nach Kriegsbeginn durch Requisition auch ursprünglich zivile Fahrzeuge eingesetzt wurden.
Am 1. Januar 1940 wurden alle deutschen Lkw-Hersteller – darunter auch Opel als deutsche Tochter des US-amerikanischen General-Motors-Konzerns – angewiesen, sich anstelle der bisherigen großen Typenvielfalt auf die Fertigstellung von Einheits-Lkw mit einer Nutzlast von 3 t zu konzentrieren, denn durch Standardisierung und Vereinfachung sollten kriegswichtige Ressourcen wirksamer genutzt und durch Vereinheitlichung der Ersatzteile die Versorgung und Instandsetzung vor allem für die Truppe an der Front vereinfacht werden.
Im Oktober 1940 wurde der Adam Opel AG mit der kriegsbedingten Einstellung der Produktion aller ziviler Pkw auferlegt, ihre Fertigung voll auf die Herstellung von Lkw und anderer Rüstungsgüter zu konzentrieren. Der „Opel Blitz 3,6“ passte nahezu ideal in dieses Anforderungsprofil.
Bauform 3 – vereinfachter Pritschenaufbau
Im Jahr 1941 wurden erste Rationalisierungsmaßnahmen bei der Fertigung des Opel Blitz umgesetzt. Hierzu zählte eine Pritsche mit geringerer Aufbauhöhe und seitlich aufsteckbaren Erhöhungen der Bordwände.

## Varianten

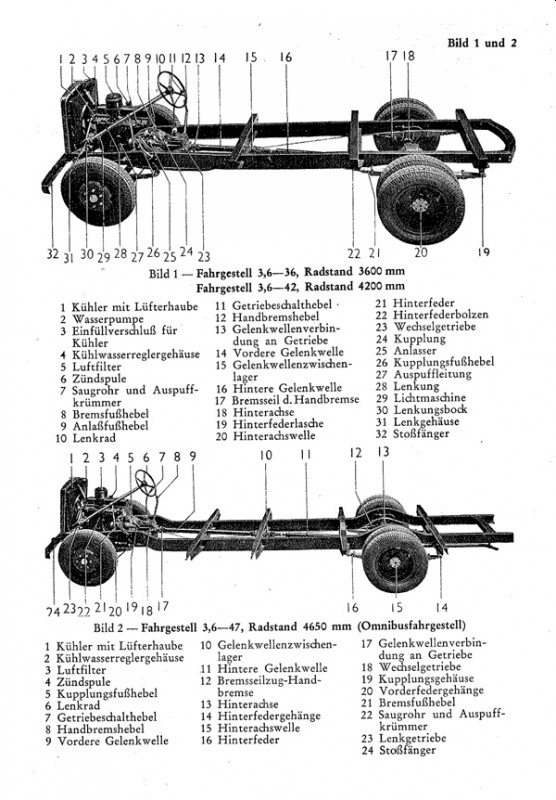
Baugruppen nach D 669-19 Lastkraftwagen 3 t Opel

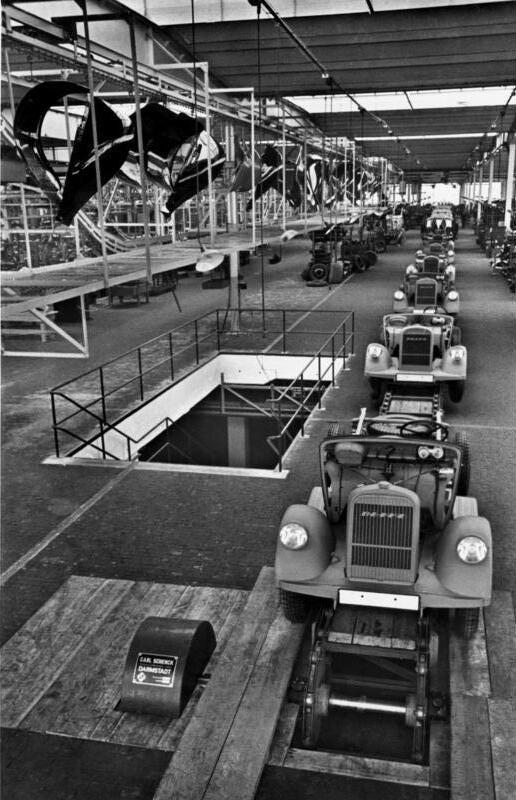
Montage der Lkw „Blitz“ 3,5 (2 bzw. 2,5-Tonner mit flachem Kühlergrill) im neuen Opel-Lkw-Werk in Brandenburg an der Havel, 1936

Bis 1937 waren die größeren Opel-Lkw (Blitz 3,5) mit dem seitengesteuerten Sechszylinder-Ottomotor des GM-Modells Buick Marquette mit 3,5 Litern Hubraum und 68 PS (50 kW) Leistung motorisiert. Danach kam der neu konstruierte 3,6-Liter-OHV-Sechszylinder mit 75 PS (55 kW) aus dem Opel Admiral zum Einsatz. Für einen günstigeren Drehmomentverlauf im militärischen Einsatz wurde dieser Motor auf 68 PS (50 kW) gedrosselt. Der Blitz 3,6-42 S hatte einen größeren Radstand von 4,2 Metern. Ab Juli 1940 ging der Blitz 3,6-6700 A mit Allradantrieb in die Fertigung. Die Typen wurden mit verschiedenen Aufbauten (Pritsche mit/ohne Plane, Kofferwagen, Bus) versehen. Zivile Lkw wurden meist mit „Holzvergaser“ ausgerüstet; das knappe Motorenbenzin (Ottokraftstoff) blieb dem Militär vorbehalten. Karosserie und Aufbauten der Fahrzeuge wurden bei zunehmender Rohstoffknappheit stetig vereinfacht; so wurden flachere Kotflügel und in den von Daimler-Benz als Lizenzbau gefertigten „Blitz“ (L 701) schließlich das aus Holz gefertigte „Einheitsfahrerhaus“ verwendet.
Die Blitz 3,5/3,6 wurden dagegen im Opelwerk Brandenburg hergestellt. Das 1935 gezielt für die kriegswichtige Lkw-Produktion neu gebaute Werk erreichte im Juli 1944 das Produktionsmaximum von 2600 Stück; allerdings wurde die Fabrik am 6. August 1944 durch einen Luftangriff der Royal Air Force so schwer getroffen, dass die Lkw-Fertigung zum Erliegen kam und nicht wieder aufgenommen wurde.

### Mercedes L 701
Daimler-Benz war kurz zuvor angewiesen worden, die Produktion des eigenen Mercedes L 3000 einzustellen und stattdessen in Lizenz den Opel Blitz 3,6 zu fertigen. Im Werk Mannheim stellte Daimler-Benz weitere 3500 Lkw her, bis auch dort Bombenangriffe die Produktion zum Erliegen brachten. Nach Kriegsende baute Daimler-Benz in Mannheim von Juni 1945 bis Juni 1949 den Lkw ohne jegliche Herstellerbezeichnung als L 701 weiter. Eine Produktion bei Borgward wurde durch den alliierten Luftangriff vom 12. Oktober 1944 auf das Werk in Bremen-Sebaldsbrück verhindert.
Ein Zivilfahrzeug dieses Typs mit Holzvergaser ist im Auto- und Technikmuseum Sinsheim ausgestellt.

## Opel Blitz-Typ 2,5-32 mit militärischer Nutzung
Weiter verbreitet war auch der Blitz 2,5-32 mit 3,2 Metern Radstand und 1,5 Tonnen Nutzlast, der von 1938 bis 1942 im Werk Rüsselsheim unter Verwendung des 2,5-Liter-Motors mit 55 PS (40 kW) des Opel Super 6 bzw. Opel Kapitän gebaut wurde.

## Opel Blitz Kraftomnibusse (KOM)
Basierend auf einem extralangen Fahrgestell mit 4650 mm wurde ab Beginn der Fertigung des Opel Blitz eine Ausführung für den Aufbau als Kraftomnibus mit 28 bis 30 Sitzplätzen gefertigt. Schon 1936 hatten die Opelfahrgestelle einen Marktanteil von 25 Prozent erreicht. Mit der Einführung des 3,6-47 - Modell stieg der Anteil auf 39 Prozent der neuen Fahrzeuge. Durch die Leichtbauweise des Fahrgestells konnten nunmehr bei einem Fahrzeuggewicht von 3.500 kg bis zu 37 Personen befördert werden. Viele der Karosseriefirmen setzten daraufhin stromlinienförmige Leichtmetallaufbauten auf die Blitz-Niederflurrahmen. Diese Fahrzeuge wurden gerne als Autobahn-Karosserien bezeichnet und waren oft Einzelanfertigungen. Bekannte Hersteller waren FKF-Werke (Frankfurt a. M.), Kässbohrer, Kühn und Ludewig.
Konventionelle Ausführungen waren als Überlandbusse teilweise sogar mit Anhängerkupplungen verfügbar. Diese Modelle liefen oft bei Reichskraftpost und Reichsbahn. Mit Beginn des Kriegs wurden viele Busse für den Einsatz bei der Wehrmacht requiriert. Dort liefen diese meist bei Sanitätseinheiten, bei militärischen Stäben und der Feldpost.
Einer der größten Omnibushersteller für die Wehrmacht war das Unternehmen Gebr. Ludewig in Essen, die für den Blitz einen Einheitsaufbau Modell W39 entwickelte. Dieser wurde in einer frühen und einer späten Ausführung mit einigen Vereinfachungen gefertigt. Bei Kriegsende wurden Wehrmachts-Omnibus-Karosserien mit Hartfaserplatten-Verkleidungen produziert, um Metall einzusparen. Alleine dieser Hersteller lieferte bis Kriegsende etwa 2.800 Fahrzeuge aus.
Für den zivilen Einsatz wurden Busse mit Holzgas-Generatoren gebaut, wobei durch den Einbau je nach Ausführung Sitzplätze entfielen.
Nach Kriegsende wurden noch etwa 100 Fahrzeuge bei der Opel AG in Rüsselsheim als Omnibus fertiggestellt.

## Einsatz
Der Opel Blitz S ohne Allradantrieb wurde wegen seines guten Fahrverhaltens von der Wehrmacht als geländegängiger Lkw eingestuft. Die Fahrzeuge erwiesen sich im Einsatz als äußerst zuverlässig, hatten ein ausgezeichnetes Gewichts-/Nutzlast-Verhältnis und genügten den Kriegseinsatzbedingungen in Westeuropa voll und ganz.
In Osteuropa waren das schlecht ausgebaute Straßennetz und vor allem die langen Schlammperioden (russisch распу́тица „Rasputiza“ – Wegelosigkeit) im Frühjahr und Herbst selbst für die allradgetriebenen Blitz A und deren Fahrer eine große Herausforderung. Neben Klöckner-Deutz und Ford baute das Opelwerk Brandenburg ab 1943 den „Lkw Gleiskette 2 t“. Die Halbkettenfahrzeuge (Sd.Kfz. 3a – Blitz S mit einem Kettenlaufwerk statt der Hinterachse) wurden von den Landsern auch „Maultier“ genannt.

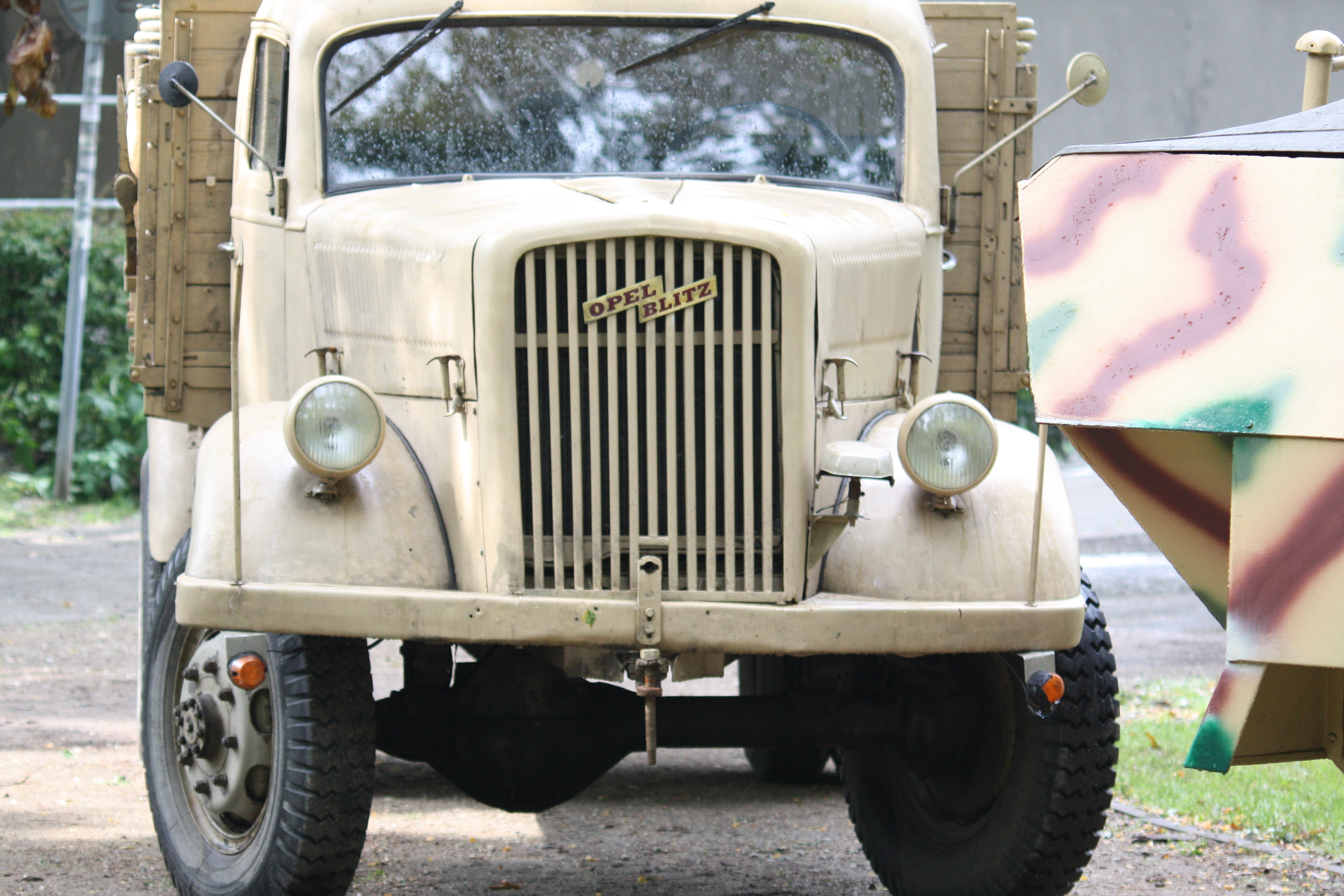
Opel Blitz A (Allrad) mit dem typischen Emblem und einem Notek-Scheinwerfer rechts neben dem Kühlergrill
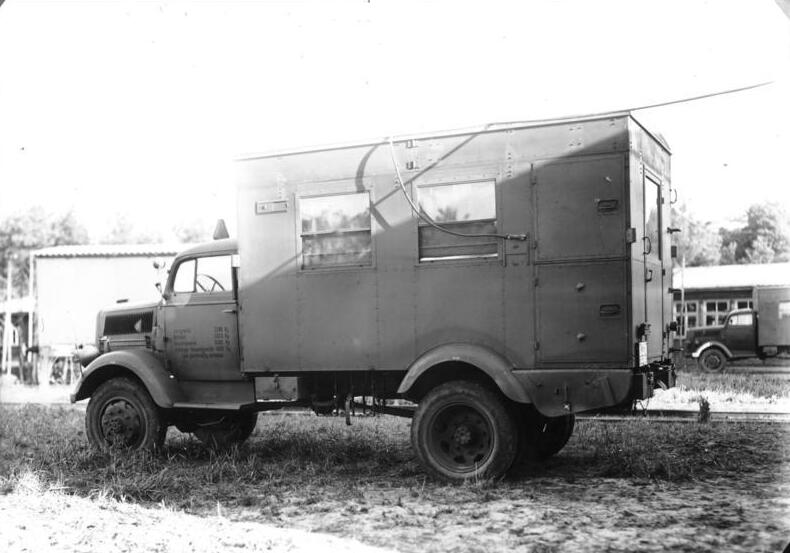
Allrad-Kastenwagen (Meß-/Prüfwagen) bei der HVA Peenemünde, 1943
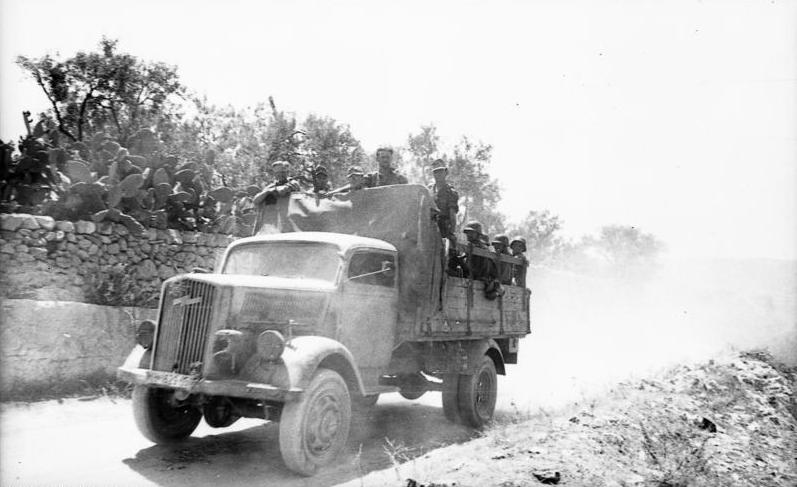
Allrad-Pritschen-Lkw im Einsatz in Süditalien, 1944
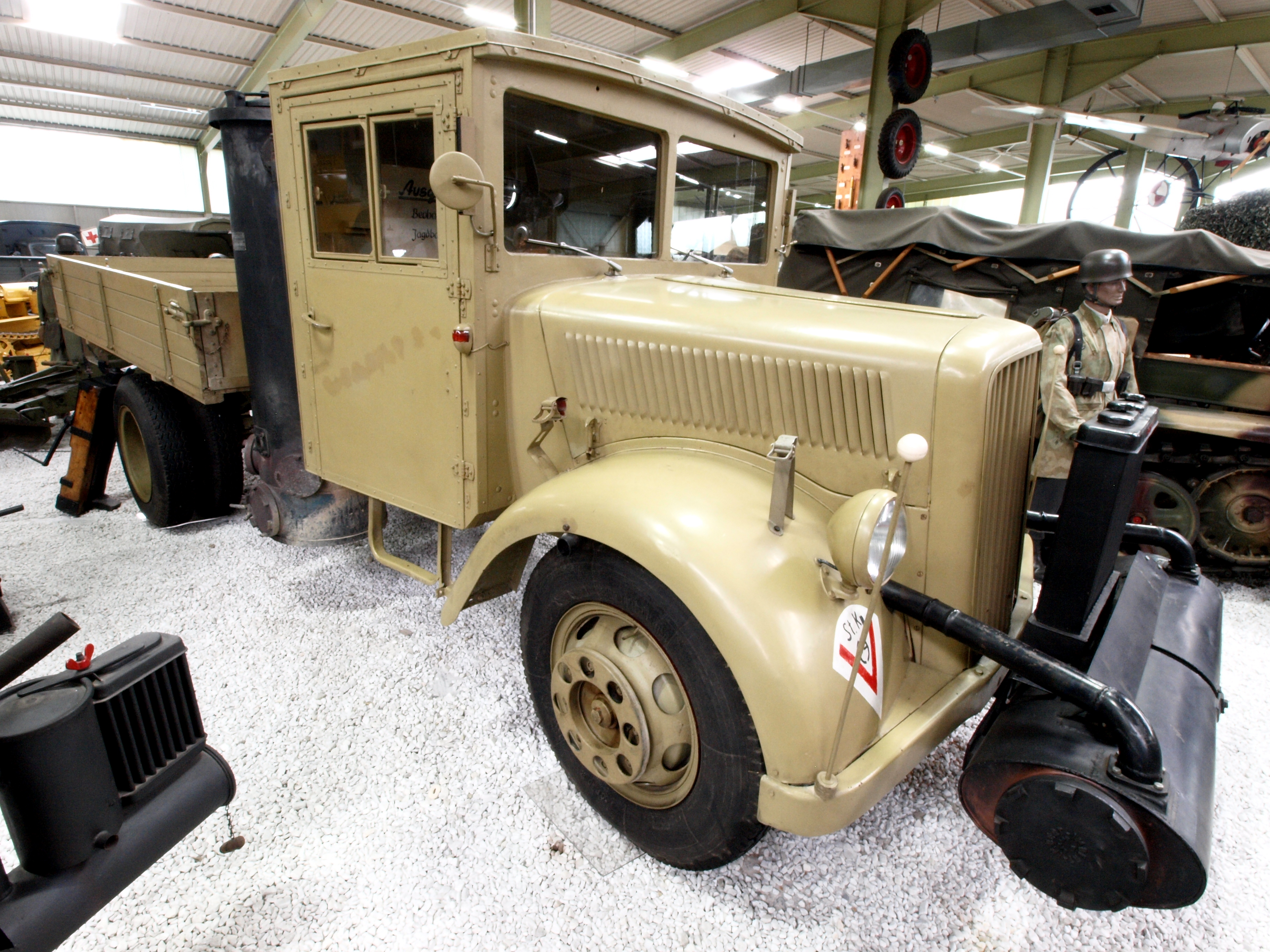
Opel Blitz 3,6 S mit Holz-Einheitsführerhaus und Holzvergaser im Auto- und Technikmuseum Sinsheim
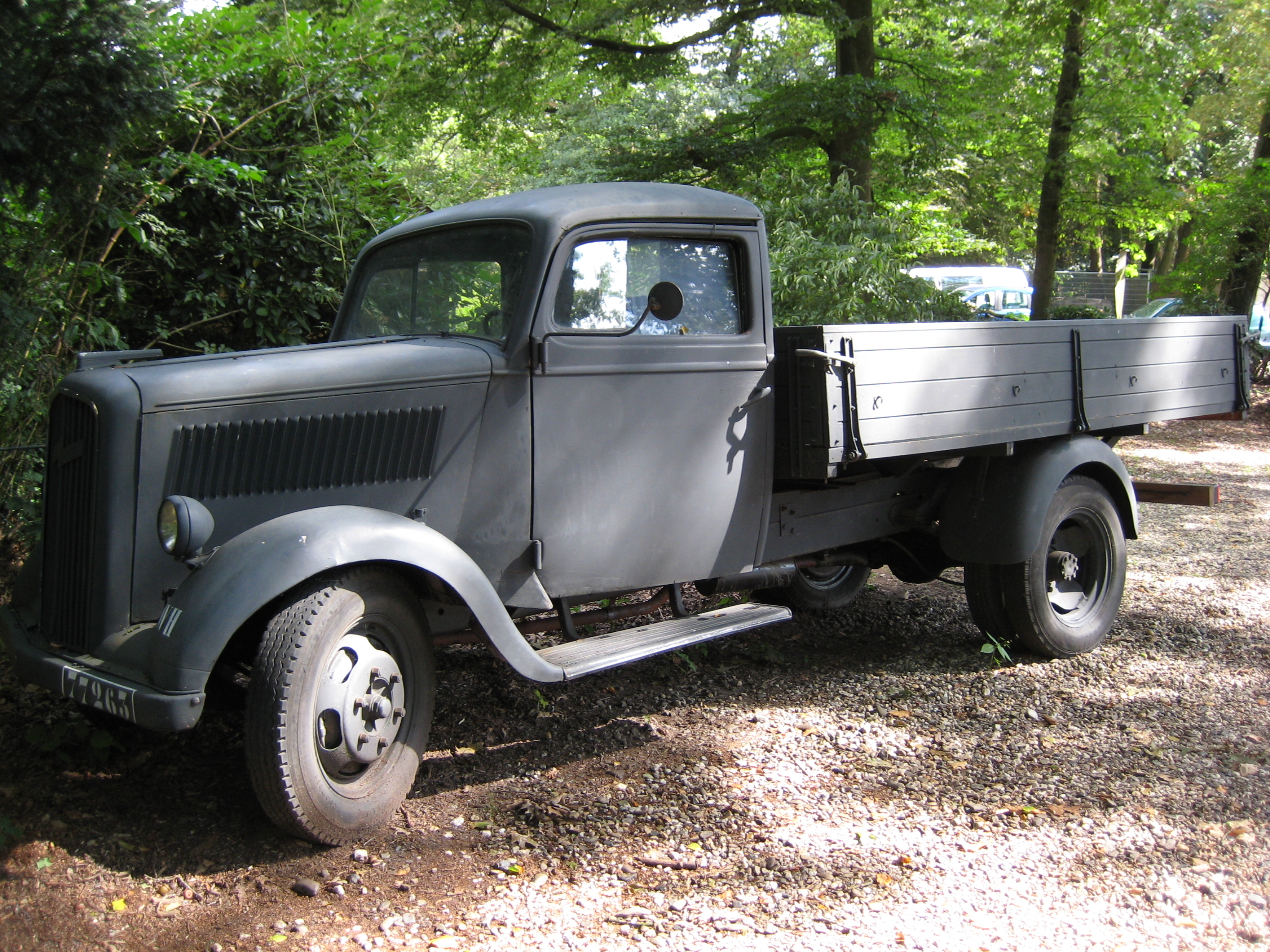
Blitz 2,5-32 (1,5 Tonnen Nutzlast) im Militär- museum Arnheim
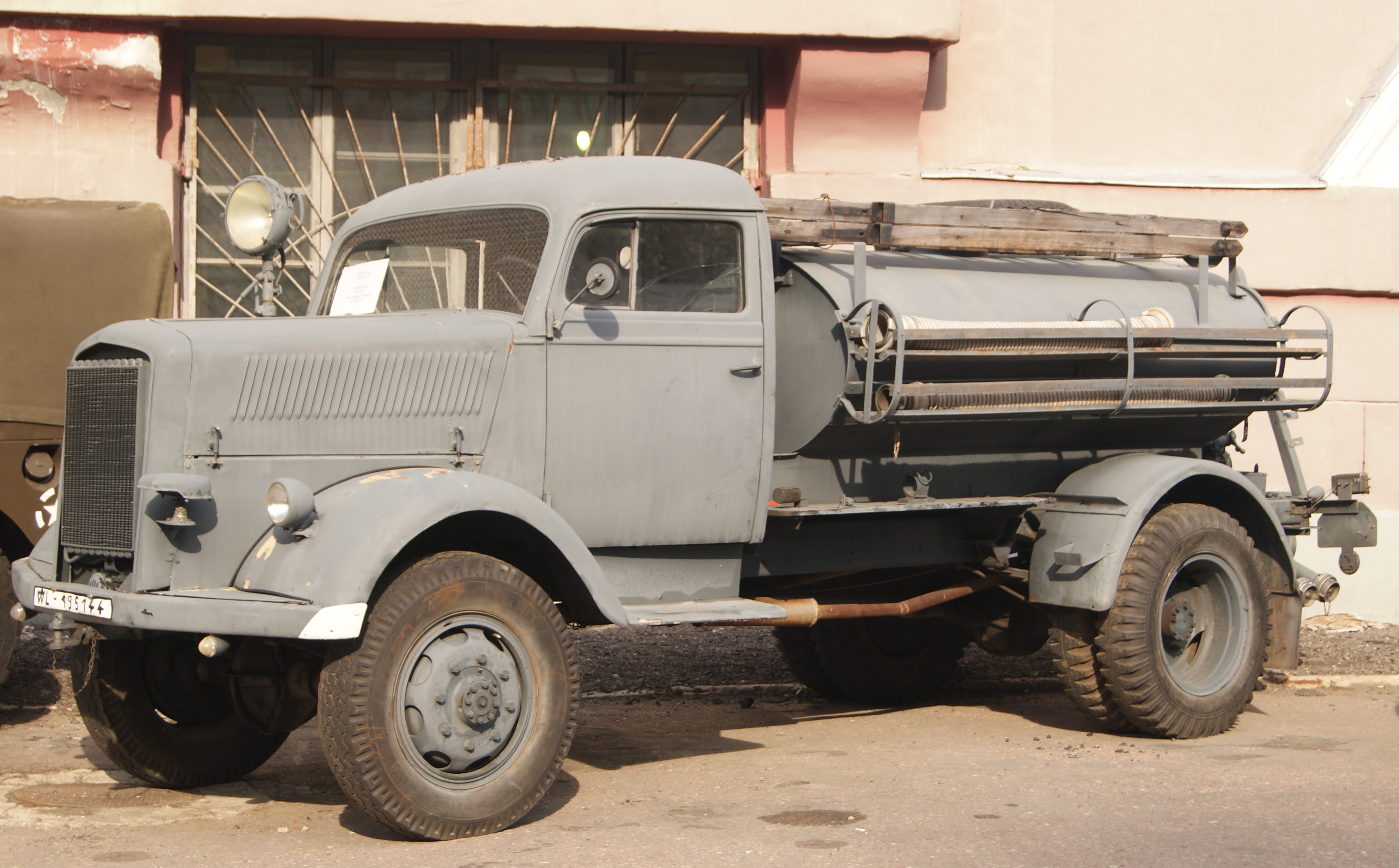
Blitz-Tanklöschfahrzeug (TLF 15/43) der Luftwaffe im Retro- Auto-Museum in Moskau
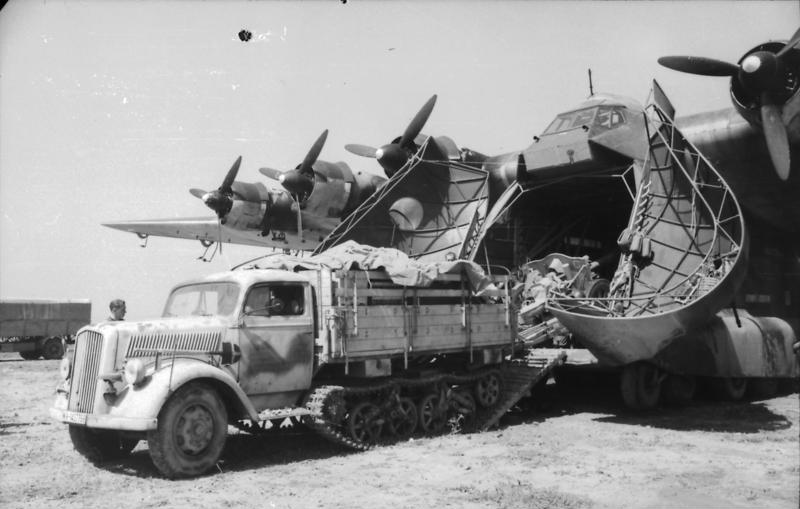
Entladen eines Opel-„Maultier“ aus einem Transportflugzeug Me 323

## Produktionszahlen
| Typ                                                         | Stückzahl |
| ----------------------------------------------------------- | --------- |
| Opel Blitz 1,5 to (Typ 35)                                  | 16.410    |
| Opel Blitz 3 to (Typ 36)                                    | 82.356    |
| Opel Blitz 3 to (Typ 42)                                    | 14.122    |
| Opel Blitz 3 to (Typ 47, mit Niederrahmen-/Bus-Fahrgestell) | 8336      |
| Opel Blitz 3 to (Typ 6700A, mit Allradantrieb)              | 24.981    |
| Opel Blitz 2 to Maultier (Sd. Kfz. 3a)                      | 3450      |
| Opel Blitz 2 to MunKfz (Sd. Kfz. 4)                         | 251       |
| 15 cm Panzerwerfer 42 (Sf) auf Opel Blitz                   | 296       |

Geliefert wurden auch 2900 Busse, die von der Firma Gebr. Ludewig in Essen von 1939 bis 1944 gefertigt wurden.